# Molophilus (Promolophilus) nestor
Molophilus (Promolophilus) nestor is een tweevleugelige uit de familie steltmuggen (Limoniidae). De soort komt voor in het Oriëntaals gebied.